# رسلمانیا

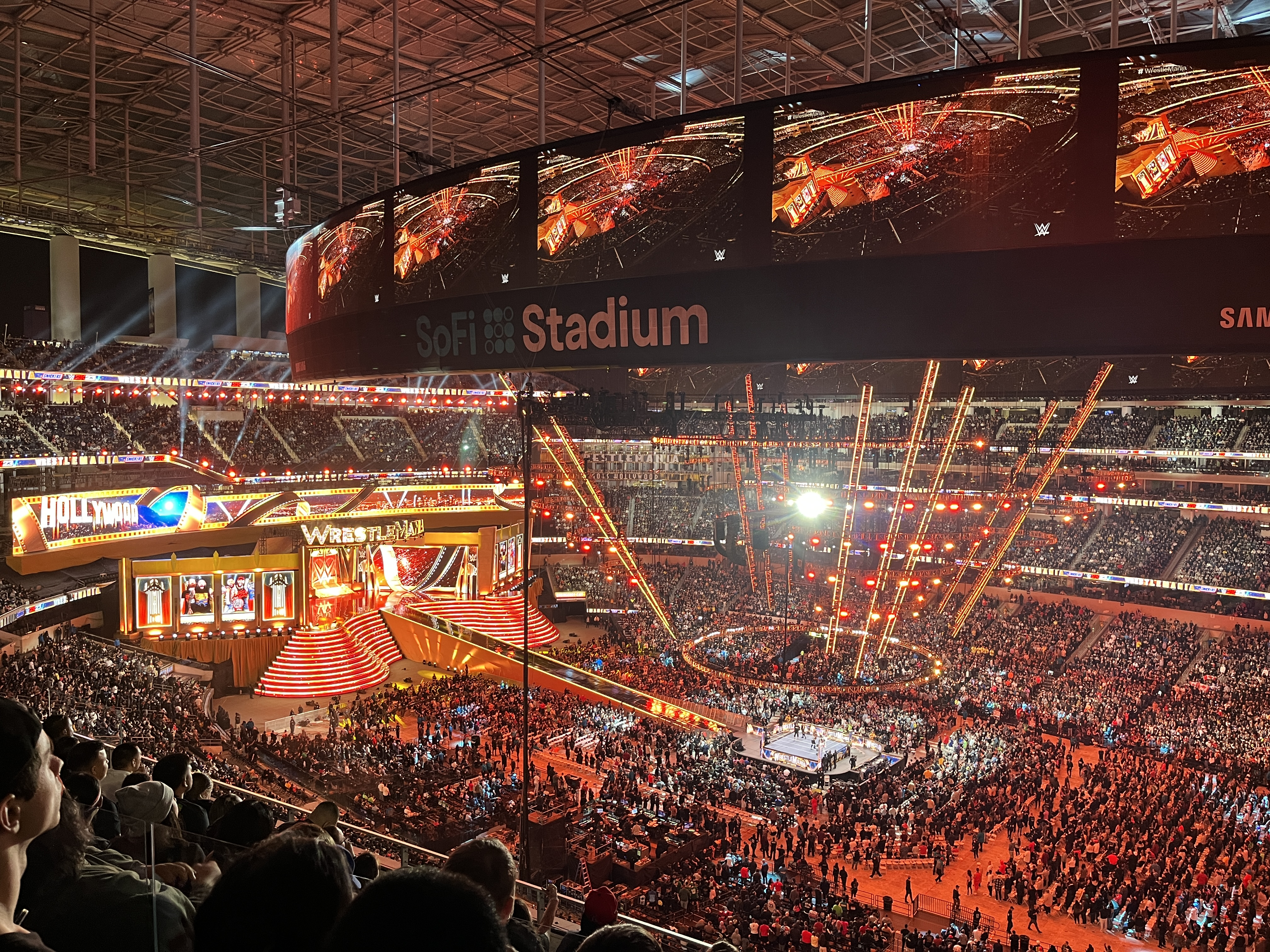
نمایی از ورزشگاه سوفی در حین برگزاری رسلمنیا 39

رسلمنیا یا به صورت صحیح‌تر رسل‌مِینیا (به انگلیسی: WrestleMania) یک رویداد غیر رایگان در کشتی حرفه‌ای می‌باشد که همه‌ساله در اواسط رو به پایان ماه مارس یا اوایل ماه آوریل توسط کمپانی دبلیودبلیوئی که مقرّش در کانکتیکات است تهیه و به صورت زنده پخش می‌شود. دبلیودبلیوئی اولین سری از این مسابقات را در سال ۱۹۸۵ تهیه کرد و تا کنون سی‌و‌هشت سری از آن ساخته شده‌است. دبلیودبلیوئی این رویداد را به عنوان بهترین رویداد سالانه خودش می‌داند چرا که رسلمانیا قدیمی‌ترین و دارای بیشترین تعداد برگزاری در تاریخ کشتی است و این رویداد در دبلیودبلیوئی از نظر اهمیت برابر سوپر بول در ورزش لیگ فوتبال ملی در کشور آمریکا است. مفهوم رسلمنیا (که کلمه‌ایست که پیش از آن وجود نداشته‌است) توسط مالک کمپانی یعنی وینس مک‌من به وجود آمده‌است.
موفقیت جهانی رسلمنیا باعث تحولی شگرف در عرصه صنعت کشتی حرفه‌ای شده و دبلیودبلیوئی را به موفق‌ترین کمپانی تهیه‌کننده کشتی حرفه‌ای در جهان تبدیل کرد. این رویداد به تبدیل‌شدن کشتی‌گیران فراوانی به یک ستاره کمک کرده که از آن جمله‌اند: هالک هوگان، آندره دِ جایِنت، «راودی» رادی پایپر، «ماچو من» رَندی سَوِج، برِت هارت، دِ آلتیمِت واریور، آندرتیکر، شان مایکلز، تریپل اچ، ادی گررو، اِستون کُلد اِستیو آستین، دووِین «دِ راک» جانسون، جان سینا، کریس جریکو، باتیستا، کِرت اَنگِل، کریس بنوا، اِج، ریک فلِیر، ری میستریو، رندی اورتن، براک لزنر و سی‌اِم پانک. شخصیت‌های مشهوری همچون آرتا فرانکلین، سیندی لاپر، محمدعلی، مِستر تی، آلیس کوپر، لارنس تیلور، پاملا اندرسون، مایک تایسون، دونالد ترامپ، مانی مِی‌وِدِر، اسنوپ داگ، اسنوکی، شان کامز (جف هاردی) و برخی دیگر هم یا در این رقابت شرکت کرده یا در بخش‌هایی از آن، حضور افتخاری داشته‌اند.
برگزاری هر دوره از رسلمانیا موفقیت دبلیودبلیوئی را در رسانه‌ها و در تجارت می‌افزاید. بلیط همه رسلمانیاها در زمان کوتاهی به فروش می‌رسد و به‌طوری‌که در دوره‌های اخیر، بلیط‌ها حتی در چند دقیقه به فروش می‌رسند. رسلمانیا ۱ در مدیسن اسکوئر گاردن در شهر نیویورک برگزار شد؛ سری دهم و بیستم هم در همان‌جا برگزار شد. رسلمانیا ۳ که در دیترویت برگزار شد با ۹۳٬۱۷۳ تماشاگر، پرتماشاگرترین رویداد ورزشی داخل سالن در جهان بوده‌است. این رکورد تا تاریخ ۱۴ فوریه ۲۰۱۰ برقرار بود تا اینکه برگزاری رویداد ورزشی 2010 NBA All-Star Game در تاریخ ذکر شده با ۱۰۸٬۷۱۳ تماشاگر حاضر در ورزشگاه کاوبویز این رکورد را شکست. همه رسلمانیاها تاکنون در کشورهای قارهٔ آمریکای شمالی برگزار شده‌اند؛ دو سری در کانادا و ۲۷ سری دیگر در آمریکا.

## رکورد شکست ناپذیری آندرتیکر در رسلمانیا
آندرتیکر در ۲۷ رسلمانیا شرکت داشته‌است. اولین حضور وی در رسلمانیا مربوط به سال ۱۹۹۱ (رسلمنیا ۷) و آخرین حضور وی تابه‌حال در سال ۲۰۲۰ (رسلمنیا ۳۶) بوده‌است. او در این میان در رسلمنیاهای ۱۰، ۱۶ و ۳۵ حضور نداشته‌است. آندرتیکر تمامی مسابقات خود را در رسلمانیا پیروز شد و رکورد دست نیافتنی ۲۱ برد و صفر باخت را به دست آورد تا اینکه در رسلمانیا ۳۰، براک لزنر برای پایان‌دهی به نوار بُرد آندرتیکر، شانس خود را امتحان کرد. در رسلمانیا ۳۰، آندرتیکر به براک لزنر باخت و بدین ترتیب شکست ناپذیری آندرتیکر در رسلمانیا پایان یافت. و در سال ۲۰۱۵ با شکست دادن بری وایت رکورد خود را به ۲۲ برد و ۱ باخت ارتقا داد و چهرهٔ ترس باقی ماند.
آندرتیکر در رسل‌مینیای ۳۳ مقابل رومن رینز مسابقه داد و برای دومین بار شکست خورد و رکوردش به ۲۲ برد و ۲ باخت تغییر کرد و بعد از آن در همان شب با روی زمین گذاشتن دست‌کش‌ها، کُت و کلاهش به کلی از کمپانی دبلیودبلیوئی و دنیای کشتی کج خداحافظی کرد. اما این پایان مرد افسانه‌ای نبود و یک سال بعد در رسلمنیا ۳۴ جان سینا آندرتیکر را چلنج کرد. آندرتیکر جان سینا را غافلگیر کرد. چراغهای استودیو خاموش شد و دستکش، کت و کلاه آندرتیکر روی رینگ بود. سپس رعد و برقی لباس او را به آتش کشاند و آندرتیکر وارد شد و جان سینا را در ۲:۳۶ دقیقه شکست داد. آندرتیکر در رسلمنیای ۳۶ موفق به شکست ای جی استایلز شد
نام افرادی که با آندرتیکر در رستلمنیا مبارزه کرده‌اند: جیمی اسنوکا، جیک رابرتز، جاینت گونزالز، کینگ کونگ باندی، دیزل، سایچو سید، بیگ باس من، ریک فلیر، (بیگ شو و ای‌ترین)، رندی اورتن، مارک هنری، باتیستا، ادج، سی ام پانک (هر کدام یک مسابقه) و شان مایکلز، کین (۲ بار) و تریپل اچ (۳ بار)، براک لزنر، بری وایت، شین مکمن، رومن رینز، جان سینا. ای جی استایلز

## رسلمانیاهای برگزار شده
| نام رویداد  | تاریخ         | شهر                       | ایالت                            | مکان برگزاری                                                                       | تعداد تماشاگران | مهم‌ترین مسابقه | منبع.         |
| ----------- | ------------- | ------------------------- | -------------------------------- | ---------------------------------------------------------------------------------- | --------------- | --- | ------------- |
| رسلمانیا ۱  | مارس ۳۱, ۱۹۸۵ | نیویورک سیتی              | نیویورک                          | مدیسون اسکوئر گاردن                                                                | ۱۹٬۱۲۱          | هالک هوگان و مستر. تی مقابل رادی پایپر و پل ارندرف با داوری افتخاری محمد علی کلی | [ ۳ ]         |
| رسلمانیا ۲  | آوریل ۷, ۱۹۸۶ | یونیِن دِیل شیکاگو لس آنجلس | ایالت نیویورک ایلی‌نوی کالیفورنیا | Nassau Veterans Memorial Coliseum Allstate Arena Los Angeles Memorial Sports Arena | ۴۰٬۰۸۵          | هالک هوگان (قهرمان) مقابل کینگ کونگ باندی در یک مسابقه قفس فولادی برای قهرمانی WWE | [ ۴ ]         |
| رسلمانیا ۳  | مارس ۲۹, ۱۹۸۷ | پونتیاک                   | میشیگان                          | پونتیاک سیلوردوم                                                                   | ۹۳٬۱۷۳          | هالک هوگان (قهرمان) قهرمان آندره د جاینت برای قهرمانی WWE ریکی استیمبوت در مقابل رندی سوج                                                                                               | [ ۵ ]         |
| رسلمانیا ۴  | مارس ۲۷, ۱۹۸۸ | آتلانتیک سیتی             | نیوجرسی                          | Trump Plaza                                                                        | ۱۸٬۱۶۵          | رندی سَوِج مقابل تد دیبیاسی در مسابقه نهایی برای کمربند بی‌صاحب WWE | [ ۶ ]         |
| رسلمانیا ۵  | آوریل ۲, ۱۹۸۹ | آتلانتیک سیتی             | نیوجرسی                          | Trump Plaza                                                                        | ۱۸٬۹۴۶          | رندی سوج (قهرمان) مقابل هالک هوگان برای قهرمانی WWE | [ ۷ ]         |
| رسلمانیا ۶  | آوریل ۱, ۱۹۹۰ | تورنتو                    | اونتاریو                         | SkyDome                                                                            | ۶۷٬۶۷۸          | د آلتیمیت واریور (قهرمان کمربند بین قاره‌ای) در مقابل هالک هوگان (قهرمان WWE) در یک مسابقه تک به تک سر هر دو کمربند                                                                      | [ ۸ ]         |
| رسلمانیا ۷  | مارس ۲۴, ۱۹۹۱ | لس آنجلس                  | کالیفرنیا                        | Los Angeles Memorial Sports Arena                                                  | ۱۶٬۱۵۸          | سارجنت اسلاوتر (قهرمان) مقابل هالک هوگان برای قهرمانی WWE | [ ۹ ]         |
| رسلمانیا ۸  | آوریل ۵, ۱۹۹۲ | ایندیاناپلیس              | ایندیانا                         | RCA Dome                                                                           | ۶۲٬۱۶۷          | دو مِین ایوِنت ریک فلِیر (قهرمان) مقابل رندی سوج برای قهرمانی WWE هالک هوگان در مقابل سید جاستیس                                                                                           | [ ۱۰ ]        |
| رسلمانیا ۹  | آوریل ۴, ۱۹۹۳ | لاس وگاس                  | نوادا                            | سیزارز پالاس                                                                       | ۱۶٬۸۹۱          | برت هارت (قهرمان) مقابل یوکوزونا برای قهرمانی WWE (مِین ایوِنت رسمی که از قبل برنامه‌ریزی شده بود) یوکوزونا (قهرمان) مقابل هالک هوگان برای قهرمانی WWE (مِین ایوِنتی که در همان شب اعلام شد) | [ ۱۱ ]        |
| رسلمانیا ۱۰ | مارس ۲۰, ۱۹۹۴ | نیویورک                   | نیویورک                          | مدیسون اسکوئر گاردن                                                                | ۱۸٬۰۶۵          | برت هارت در مقابل یوکوزونا (قهرمان) برای قهرمانی WWE با داوری افتخاری رادی پایپر | [ ۱۲ ]        |
| رسلمانیا ۱۱ | آوریل ۲, ۱۹۹۵ | هارتفورد                  | کنتیکت                           | Hartford Civic Center                                                              | ۱۶٬۳۰۵          | لارنس تیلور مقابل بم بم بیگلو | [ ۱۳ ]        |
| رسلمانیا ۱۲ | مارس ۳۱, ۱۹۹۶ | آناهایم                   | کالیفرنیا                        | Arrowhead Pond of Anaheim                                                          | ۱۸٬۸۵۳          | شان مایکلز در مقابل برت هارت (قهرمان) در یک مسابقه Iron Man شصت دقیقه‌ای بر سر کمربند WWE                                                                                                | [ ۱۴ ]        |
| رسلمانیا ۱۳ | مارس ۲۳, ۱۹۹۷ | شیکاگو                    | ایلی‌نوی                          | Allstate Arena                                                                     | ۱۸٬۱۹۷          | آندرتیکر در مقابل سایکو سید (قهرمان) در یک مسابقه تک به تک بر سر کمربند WWE | [ ۱۵ ]        |
| رسلمانیا ۱۴ | مارس ۲۹, ۱۹۹۸ | بوستون                    | ماساچوست                         | FleetCenter                                                                        | ۱۹٬۰۲۸          | استُون کُلد اِستیو آستین در مقابل شان مایکلز (قهرمان) در یک مسابقه بدون رد صلاحیت برای کمربند WWE به همراه مایک تایسون به عنوان داور افتخاری                                               | [ ۱۶ ]        |
| رسلمانیا ۱۵ | مارس ۲۸, ۱۹۹۹ | فیلادلفیا                 | پنسیلوانیا                       | First Union Center                                                                 | ۲۰٬۲۷۶          | استیو آستین در مقابل د راک (قهرمان) در یک مسابقه تک به تک برای کمربند WWE به همراه منکایند (میک فولی) به عنوان داور افتخاری                                                             | [ ۱۷ ]        |
| رسلمانیا ۱۶ | آوریل ۲, ۲۰۰۰ | آناهایم                   | کالیفرنیا                        | Arrowhead Pond of Anaheim                                                          | ۱۸٬۰۳۴          | تریپل اچ (قهرمان) در مقابل راک، بیگ شو، میک فولی در یک مسابقه ۴ نفره سر کمربند WWE | [ ۱۸ ]        |
| رسلمانیا ۱۷ | آوریل ۱, ۲۰۰۱ | هیوستون                   | تگزاس                            | Reliant Astrodome                                                                  | ۶۷٬۹۲۵          | استیو آستین در مقابل راک (قهرمان) در یک مسابقه تک به تک سر کمربند WWE | [ ۱۹ ]        |
| رسلمانیا ۱۸ | مارس ۱۷, ۲۰۰۲ | تورنتو                    | انتاریو                          | SkyDome                                                                            | ۶۸٬۲۳۷          | کریس جریکو (قهرمان) در مقابل تریپل اچ در یک مسابقه تک به تک سر کمربند WWE | [ ۲۰ ]        |
| رسلمانیا ۱۹ | مارس ۳۰, ۲۰۰۳ | سیاتل                     | واشینگتن                         | Safeco Field                                                                       | ۵۴٬۰۹۷          | کرت انگل (قهرمان) مقابل براک لزنر برای قهرمانی کمربند دبلیودبلیوئی | [ ۲۱ ]        |
| رسلمانیا ۲۰ | مارس ۱۴, ۲۰۰۴ | نیویورک                   | نیویورک                          | مدیسن اسکوئر گاردن                                                                 | ۱۸٬۰۰۰          | کریس بنوا در مقابل تریپل اچ (قهرمان) و شان مایکلز در یک مسابقه ۳ نفره سر کمربند سنگین‌وزن جهان                                                                                           | [ ۲۲ ]        |
| رسلمانیا ۲۱ | آوریل ۳, ۲۰۰۵ | هالیوود                   | کالیفرنیا                        | استیپلز سنتر                                                                       | ۲۰٬۱۹۳          | باتیستا در مقابل تریپل اچ (قهرمان) در یک مسابقه تک به تک سر کمربند سنگین‌وزن جهان | [ ۲۳ ]        |
| رسلمانیا ۲۲ | آوریل ۲, ۲۰۰۶ | شیکاگو                    | ایلی‌نوی                          | Allstate Arena                                                                     | ۱۷٬۱۵۹          | جان سینا (قهرمان) در مقابل تریپل اچ در یک مسابقه تک به تک سر کمربند WWE | [ ۲۴ ]        |
| رسلمانیا ۲۳ | آوریل ۱, ۲۰۰۷ | دیترویت                   | میشیگان                          | Ford Field                                                                         | ۸۰٬۱۰۳          | جان سینا (قهرمان) در مقابل شان مایکلز در یک مسابقه تک به تک سر کمربند WWE | [ ۲۵ ]        |
| رسلمانیا ۲۴ | مارس ۳۰, ۲۰۰۸ | اورلاندو                  | فلوریدا                          | ورزشگاه سیتروس بول                                                                 | ۷۴٬۶۳۵          | آندرتیکر در مقابل اِج (قهرمان) در یک مسابقه تک به تک سر کمربند قهرمانی سنگین‌وزن جهان | [ ۲۶ ]        |
| رسلمانیا ۲۵ | آوریل ۵, ۲۰۰۹ | هیوستون                   | تگزاس                            | ورزشگاه رلاینت                                                                     | ۷۲٬۷۴۴          | تریپل اچ (قهرمان) در مقابل رندی اورتون در یک مسابقه تک به تک سر کمربند WWE | [ ۲۷ ]        |
| رسلمانیا ۲۶ | مارس ۲۸, ۲۰۱۰ | فینیکس                    | آریزونا                          | ورزشگاه دانشگاه فینکس                                                              | ۷۲٬۲۱۹          | آندرتیکر در مقابل شان مایکلز در یک مسابقه بدون رد صلاحیت سر به اتمام رسیدن یا ادامه رکورد رسلمانیای آندرتیکر یا دوران ورزشی شان مایکلز(به انگلیسی: Career Vs. Streak)                   | [ ۲۸ ]        |
| رسلمانیا ۲۷ | آوریل ۳, ۲۰۱۱ | آتلانتا                   | جورجیا                           | جورجیا دوم                                                                         | ۷۱٬۶۱۷          | د میز (قهرمان) در مقابل جان سینا در یک مسابقه تک به تک بدون رد صلاحیت سر کمربند دبلیودبلیوئی                                                                                            | [ ۲۹ ]        |
| رسلمانیا ۲۸ | آوریل ۱, ۲۰۱۲ | میامی                     | فلوریدا                          | ورزشگاه سان لایف                                                                   | ۷۸٬۳۶۳          | دِ راک در مقابل جان سینا در یک مسابقه تک به تک | [ ۳۰ ]        |
| رسلمانیا ۲۹ | آوریل ۷, ۲۰۱۳ | رادرفورد شرقی، نیوجرسی    | نیوجرسی                          | ورزشگاه متلایف                                                                     | ۸۰٬۶۷۶          | جان سینا در مقابل دِ راک (قهرمان) در یک مسابقه تک به تک برای کمربند دبلیودبلیوئی | [ ۳۱ ]        |
| رسلمانیا ۳۰ | آوریل ۶, ۲۰۱۴ | نیواورلئان                | لوئیزیانا                        | مرسدس-بنز سوپردام                                                                  | ۷۵٬۱۶۷          | دنیل براین در مقابل رندی اورتن (قهرمان) و باتیستا در یک مسابقه ۳ نفره(تریپل ترِت) برای عناوین قهرمانی دبلیودبلیوئی و سنگین‌وزن جهان                                                       | [ ۳۲ ]        |
| رسلمانیا ۳۱ | مارس ۲۹, ۲۰۱۵ | سانتا کلارا               | کالیفرنیا                        | ورزشگاه لیوایز                                                                     | ۷۶٬۹۷۶          | براک لزنر (قهرمان) مقابل رومن رینز | [ ۳۳ ]        |
| رسلمانیا ۳۲ | آوریل ۳, ۲۰۱۶ | آرلینگتون                 | تگزاس                            | ورزشگاه ای تی اند تی                                                               | ۱۰۷٬۱۴۷         | رومن رینز مقابل تریپل اچ (قهرمان) | [ ۳۴ ]        |
| رسلمانیا ۳۳ | آوریل ۲, ۲۰۱۷ | اورلاندو                  | فلوریدا                          | کمپینگ ورلد استادیوم                                                               | ۷۵٬۲۴۵          | آندرتیکر مقابل رومن رینز در یک مسابقه نو هولدز بارد | [ ۳۵ ]        |
| رسلمانیا ۳۴ | آوریل ۸, ۲۰۱۸ | نیواورلئان                | لوئیزیانا                        | مرسدس-بنز سوپردام                                                                  | ۷۸٬۱۳۳          | براک لزنر (c) مقابل رومن رینز | [ ۳۶ ]        |
| رسلمانیا ۳۵ | آوریل ۷, ۲۰۱۹ | رادرفورد شرقی             | نیوجرسی                          | ورزشگاه مِت‌لایف                                                                     | ۸۲٬۲۶۵          | راندا رَوزی (c) مقابل شارلوت فلر (c) مقابل بکی لینچ در یک مسابقه برنده صاحب همه تریپل ترت برای قهرمانی هر دو کمربند زنان راو و اسمک‌داون                                                  | [ ۳۸ ]        |
| رسلمانیا ۳۶ | ۴ آوریل ۲۰۲۰  | اورلاندو                  | فلوریدا                          | مرکز تمرینات دبلیودبلیوئی                                                          | ۰               | آندرتیکر در مقابل ای جی استایلز | [ ۳۹ ]        |
| رسلمانیا ۳۶ | ۵ آوریل ۲۰۲۰  | اورلاندو                  | فلوریدا                          | مرکز تمرینات دبلیودبلیوئی                                                          | ۰               | براک لزنر (c) در مقابل درو مکینتایر برای عنوان قهرمانی دبلیودبلیوئی | [ ۳۹ ]        |
| رسلمانیا ۳۷ | ۱۰ آوریل ۲۰۲۱ | تمپا                      | فلوریدا                          | ورزشگاه ریموند جیمز                                                                | ۱۷,۹۴۶          | ساشا بنکس (c) در مقابل بیانکا بلر برای عنوان قهرمانی زنان اسمک‌داون | [ ۴۰ ]        |
| رسلمانیا ۳۷ | ۱۱ آوریل ۲۰۲۱ | تمپا                      | فلوریدا                          | ورزشگاه ریموند جیمز                                                                | ۱۸,۵۰۱          | رومن رینز (c) در مقابل اج در مقابل دنیل براین برای عنوان قهرمانی یونیورسال دبلیودبلیوئی                                                                                                 | [ ۴۰ ]        |
| رسلمانیا ۳۸ | ۲ آوریل ۲۰۲۲  | آرلینگتون                 | تگزاس                            | ورزشگاه ای تی اند تی                                                               | ۶۵,۷۱۹          | کوین اونز در مقابل استون کلد استیو آستین در یک مسابقه بدون قانون | [ ۴۰ ] [ ۴۱ ] |
| رسلمانیا ۳۸ | ۳ آوریل ۲۰۲۲  | آرلینگتون                 | تگزاس                            | ورزشگاه ای تی اند تی                                                               | ۶۵,۶۵۳          | براک لزنر (دبلیودبلیوئی) در مقابل رومن رینز (یونیورسال) در یک مسابقه برنده صاحب همه برای عنوان‌های قهرمانی دبلیودبلیوئی و یونیورسال                                                      | [ ۴۰ ] [ ۴۱ ] |
| رسلمانیا ۳۹ | ۱ آوریل ۲۰۲۳  | اینگلوود                  | کالیفرنیا                        | سوفی استادیوم                                                                      | ۶۷,۳۰۳          | د اوسوز (c) در مقابل کوین اونز و سمی زین برای عنوان قهرمانی بی چون و چرای تگ تیم دبلیودبلیوئی                                                                                           | [ ۴۰ ]        |
| رسلمانیا ۳۹ | ۲ آوریل ۲۰۲۳  | اینگلوود                  | کالیفرنیا                        | سوفی استادیوم                                                                      | ۶۷,۵۵۳          | رومن رینز (c) مقابل کودی رودز برای قهرمانی بی چون و چرای یونیورسال دبلیودبلیوئی | [ ۴۰ ]        |
| رسلمانیا ۴۰ | ۶ آوریل ۲۰۲۴  | فیلادلفیا                 | پنسیلوانیا                       | ورزشگاه لینکولن فایننشال فیلد                                                      | ۶۰,۰۳۶          | بلادلاین (د راک و رومن رینز) در مقابل کودی رودز و سث «فریکن» رالینز | [ ۴۲ ]        |
| رسلمانیا ۴۰ | ۷ آوریل ۲۰۲۴  | فیلادلفیا                 | پنسیلوانیا                       | ورزشگاه لینکولن فایننشال فیلد                                                      | ۶۰,۲۰۳          | رومن رینز (c) مقابل کودی رودز برای قهرمانی بی چون و چرای یونیورسال دبلیودبلیوئی در یک مسابقه بدون قانون                                                                                 | [ ۴۲ ]        |
| رسلمانیا ۴۱ | ۱۹ آوریل ۲۰۲۵ | پارادایس                  | نوادا                            | ورزشگاه الیجنت                                                                     | ۶۱,۴۶۷          | رومن رینز مقابل سث «فریکن» رالینز مقابل سی‌ام پانک | [ ۴۳ ]        |
| رسلمانیا ۴۱ | ۲۰ آوریل ۲۰۲۵ | پارادایس                  | نوادا                            | ورزشگاه الیجنت                                                                     | ۶۳,۲۲۶          | کودی رودز (c) مقابل جان سینا برای عنوان قهرمانی بی چون و چرای دبلیودبلیوئی | [ ۴۳ ]        |
| رسلمانیا ۴۲ | ۱۸ آوریل ۲۰۲۶ | پارادایس                  | نوادا                            | ورزشگاه الیجنت                                                                     |                 | |               |
| رسلمانیا ۴۲ | ۱۹ آوریل ۲۰۲۶ | پارادایس                  | نوادا                            | ورزشگاه الیجنت                                                                     |                 | |               |